# Bachovo središče
Bachovo središče je hiša Mount Vernon v Brightwell-cum-Sotwellu v grofiji Oxforshire, ki leži v osrednji Angliji. Bachovo središče je bil od leta 1934 delovni prostor, kjer je dr. Edward Bach razvil cvetno zdravljenje.
Danes že tretja generacija varuhov Bachovega središča ohranja izvorno Bachovo delo. Organizirajo tečaje Bachovega cvetnega zdravljenja in pripravljajo matične tinkture Bachovih cvetnih pripravkov. Od leta 1950 izdajajo časopis »Bachovega cvetnega zdravljenja« (angl. Bach remedy newslater). Bachovo središče in vrt okoli hiše sta ob določenih urah odprta za obiske.

## Zgodovina
Bachovo središče je bilo od leta 1934 do 1936 Bachov dom in delovni prostor. Sledile so tri generacije varuhov Bachove zapuščine. Nora Weeks in Victor Bullen sta bila odgovorna do leta 1978. Nasledila sta ju John Ramsell in Nickie Murray. Leta 1989 je Ramsellova hčerka Judy Howard Ramsell prevzela vodenje Bachovega središča.

## Bachova dediščina
Bachovo cvetno zdravljenje je enostavna oblika naravnega zdravilstva, katerega poučujejo v Bachovem središču. Tod izdelujejo tudi Bachove cvetne pripravke, katere prodaja podjetje Nelsonsbach. Bachovo središče je muzej, kjer si je mogoče ogledati Bachovo zapuščino.